# Luga (Leningrad)
Luga (russisch Лу́га) ist eine Stadt in der Oblast Leningrad in Russland.

## Geografie

### Lage
Sie liegt am gleichnamigen Fluss, 139 km südlich von Sankt Petersburg und 100 km westlich von Weliki Nowgorod.

### Bevölkerung
Die Stadt hat 37.015 Einwohner (Stand 1. Januar 2024).
| Jahr | Einwohner |
| ---- | --------- |
| 1897 | 5.617     |
| 1939 | 28.010    |
| 1959 | 25.540    |
| 1970 | 31.905    |
| 1979 | 37.680    |
| 1989 | 41.769    |
| 2002 | 40.434    |
| 2010 | 38.593    |

Anmerkung: Volkszählungsdaten

## Geschichte

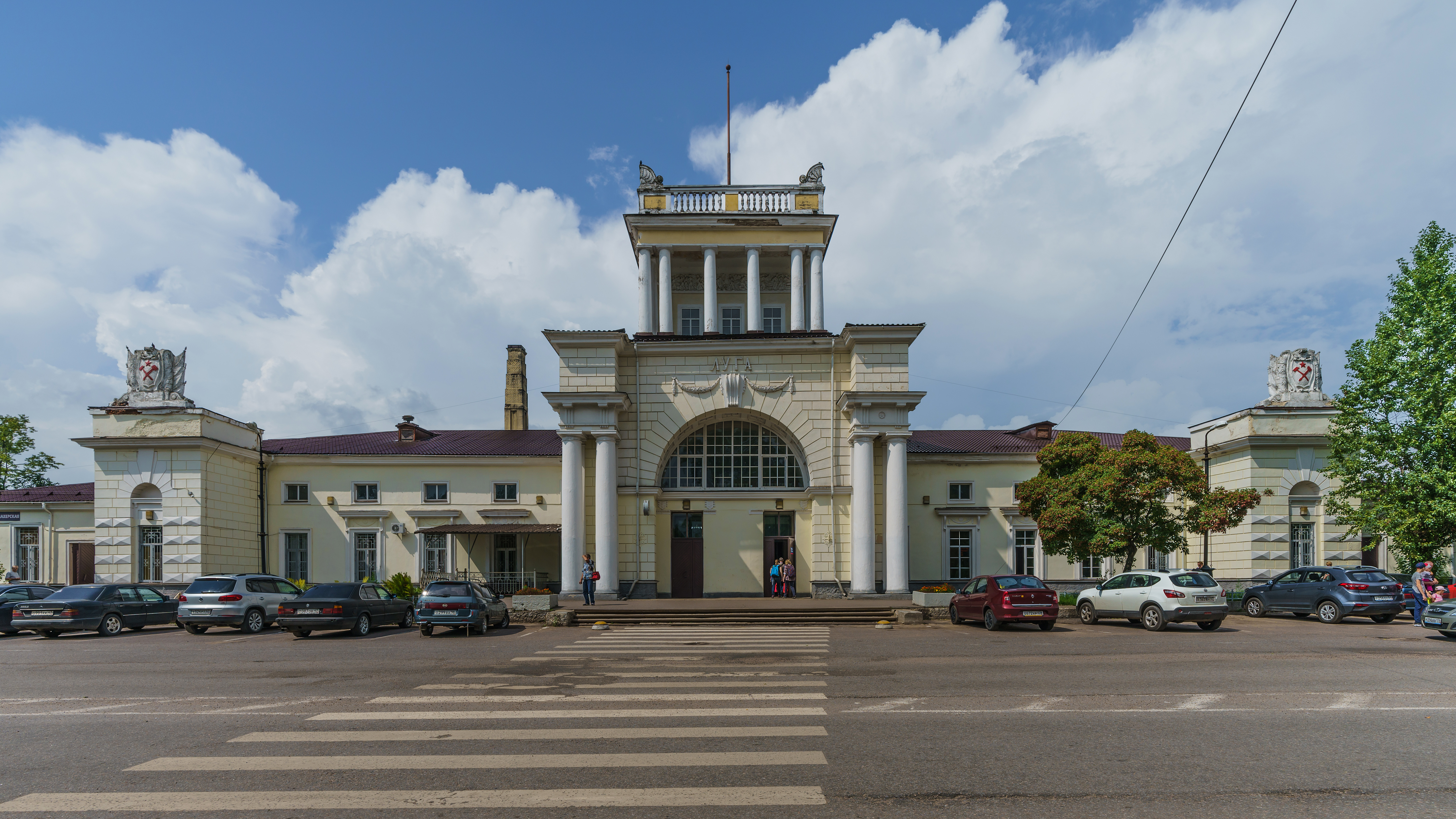
Das Bahnhofsgebäude von Luga

Die Stadt wurde 1777 auf Erlass Katharina der Großen am Ufer der Luga gegründet; eine Siedlung war an dieser Stelle bereits seit dem 10. Jahrhundert bekannt. Der Name des Flusses stammt von einem ischorischen Wort ab (Vergleiche: estnisch laugas = deutsch „Sumpf“). 1781 wurde die neu gegründete Stadt dem Petersburger Gouvernement zugeteilt. Luga erhielt 1857 einen Eisenbahnanschluss. Ende des 19. Jahrhunderts gab es dort zwei Fabriken und nur einige wenige Gebäude aus Backstein. 1908 starb in der Nähe, auf Gut Ljubensk, der Komponist Nikolai Andrejewitsch Rimski-Korsakow. Bis ins 20. Jahrhundert hinein war es eine eher unbedeutende Stadt.

Im Januar 1921 explodierte bei Luga ein gemischter Zug aus Nowgorod nach Petrograd, der auch Benzin transportierte, bei voller Fahrt. 68 Menschen starben. 

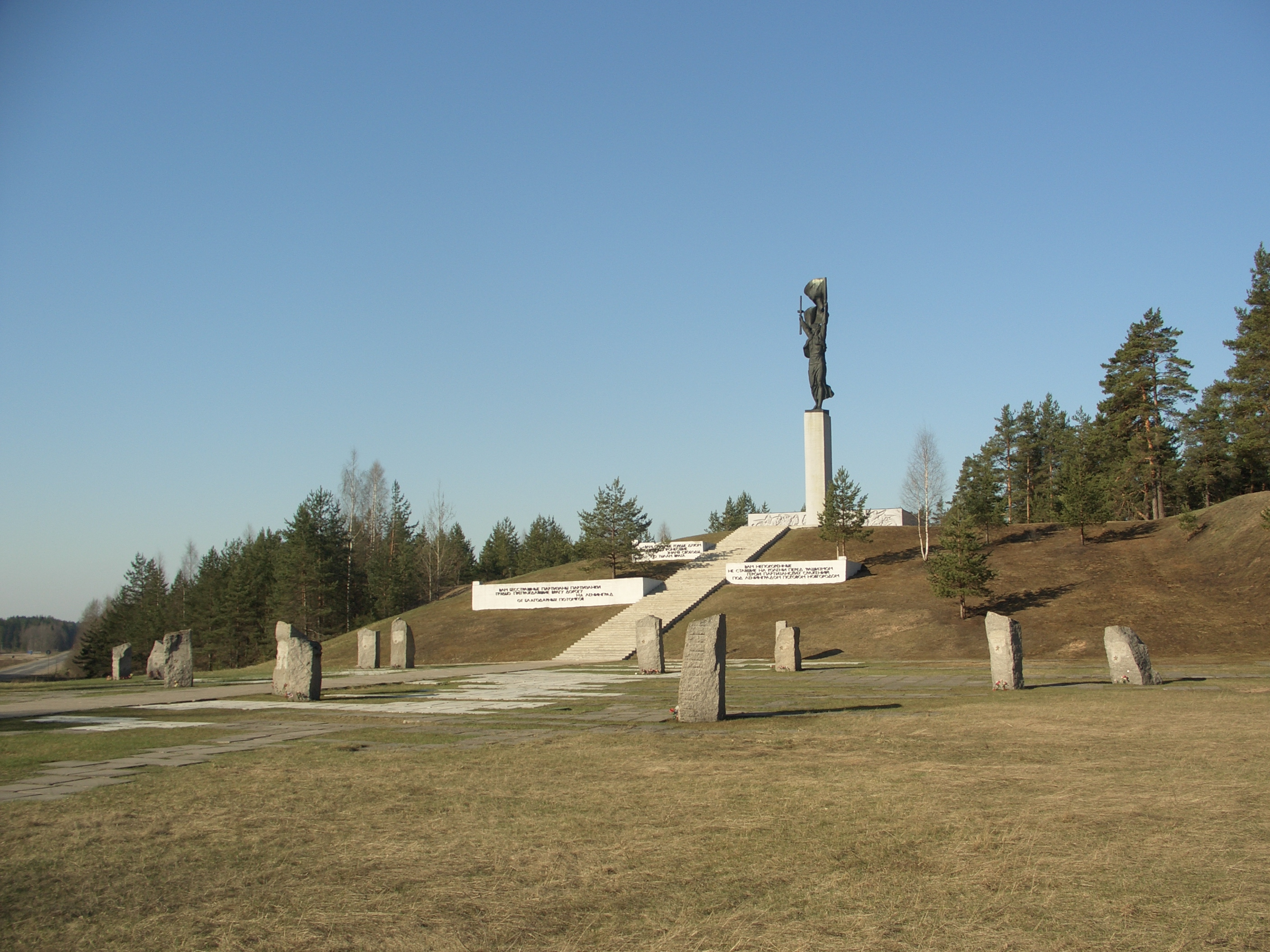
Partisanen-Gedenkstätte (W. B. Buchajew, W. I.Baschinow, W. E. Gorewoi, S. A. Kubassow, W. I. Neimark, 1973–1975)

1927 wurde Luga Verwaltungszentrum eines Rajons innerhalb der Oblast Leningrad. Im Zweiten Weltkrieg war die Stadt vom 24. August 1941 bis 12. Februar 1944 von der Wehrmacht besetzt. Sie diente als Nachschub-Koordinationszentrum und war Schauplatz heftiger Kämpfe.

## Wirtschaft und Infrastruktur
Heute gibt es in der Stadt mehrere kleinere Industriebetriebe, während im Umland vornehmlich Landwirtschaft betrieben wird. Durch die Stadt verlaufen die Fernstraße M20 und die Eisenbahnstrecke Sankt Petersburg–Pskow–Warschau.

## Söhne und Töchter der Stadt
- Alexander Solowjow (1846–1879), Attentäter
- Anton Jegorowitsch von Saltza (1843–1916), General
- Peter V. Karpovich (1896–1975), russisch-amerikanischer Sportmediziner
- Grazian Botew (1928–1981), Kanute
- Wjatscheslaw Popow (* 1946), Admiral, Kommandeur der Nordflotte[2]
- Georgi Zažitski (* 1946), Fechter
- Wladimir Bystrow (* 1984), Fußballspieler